# Pneus Online
Pneus Online ist ein internationaler Reifen-Online-Shop mit Sitz in Carouge in der Schweiz.

## Geschichte
Alexis Nerguisian gründete Pneus Online im April 2001. 2007 startete Pneus Online einen Online-Kleinanzeigenmarkt für Autos und Motorräder.
2009 präsentierte Pneus Online die vierte Version seiner Webseite und verzeichnete 600.000 Besucher pro Monat.
Im Jahr 2010 expandierte Pneus Online nach Nordamerika. Im selben Jahr meldete das Unternehmen im 1. Quartal einen Verkaufszuwachs von 40 %.
Heute ist der Pneus Online Reifen-Shop unter 21 verschiedenen Namen auf zwei Kontinenten aktiv. Zu denen gehören Tires and Co, Pneus Online Canada, Banden Pneus Online und Tyres Pneus Online. Zu den Kunden des Unternehmens gehören Harley-Davidson-Händler, Porsche- und BMW-Autowerkstätten.

## Produkte
Pneus Online hat über sieben Millionen Reifen auf Lager und bietet u. a. Produkte der Firmen wie Michelin, Bridgestone, Firestone und Goodyear an.